# Šujica
Šujica este o localitate din comuna Dobrova - Polhov Gradec, Slovenia, cu o populație de 387 de locuitori.